# Apium inundatum
Apium inundatum é uma espécie de planta com flor pertencente à família Apiaceae. 
A autoridade científica da espécie é (L.) Rchb.f., tendo sido publicada em Icon. Fl. Germ. Helv. (H.G.L. Reichenbach) 21: 9. 1863.

## Portugal
Trata-se de uma espécie presente no território português, nomeadamente em Portugal Continental.
Em termos de naturalidade é nativa da região atrás indicada.

## Protecção
Não se encontra protegida por legislação portuguesa ou da Comunidade Europeia.